# Gösta Bagge
Pour les articles homonymes, voir Bagge.
Gösta Bagge, né le 27 mai 1882 à Stockholm et décédé le 3 janvier 1951 dans la même ville, est un homme politique et professeur d'économie suédois.

## Biographie
Né à Stockholm le 27 mai 1882, Gösta Bagge est nommé président de l'Organisation nationale de la droite, le principal parti conservateur de Suède, après le départ soudain d'Arvid Lindman en 1935. Il reste à la tête de ce parti jusqu'en 1944. Bagge est un politicien social-conservateur, mais a une vision libérale de l'économique. Il critique vivement la politique économique du Ministre social-démocrate des finances Ernst Wigforss.
Gösta Bagge est Ministre de l'éducation de 1939 à 1944, dans un gouvernement d'union nationale dirigé par le social-démocrate Per Albin Hansson. Au sein du gouvernement, il est l'un des principaux soutiens du combat de la Finlande contre l'Union soviétique et souhaite aider la Finlande.
Il meurt le 3 janvier 1951 à Stockholm.
Gösta Bagge est élu membre honoraire de l'Académie américaine des arts et des sciences en 1933.

## Sources
- (en) Cet article est partiellement ou en totalité issu de l’article de Wikipédia en anglais intitulé « Gösta Bagge » (voir la liste des auteurs).